# 769

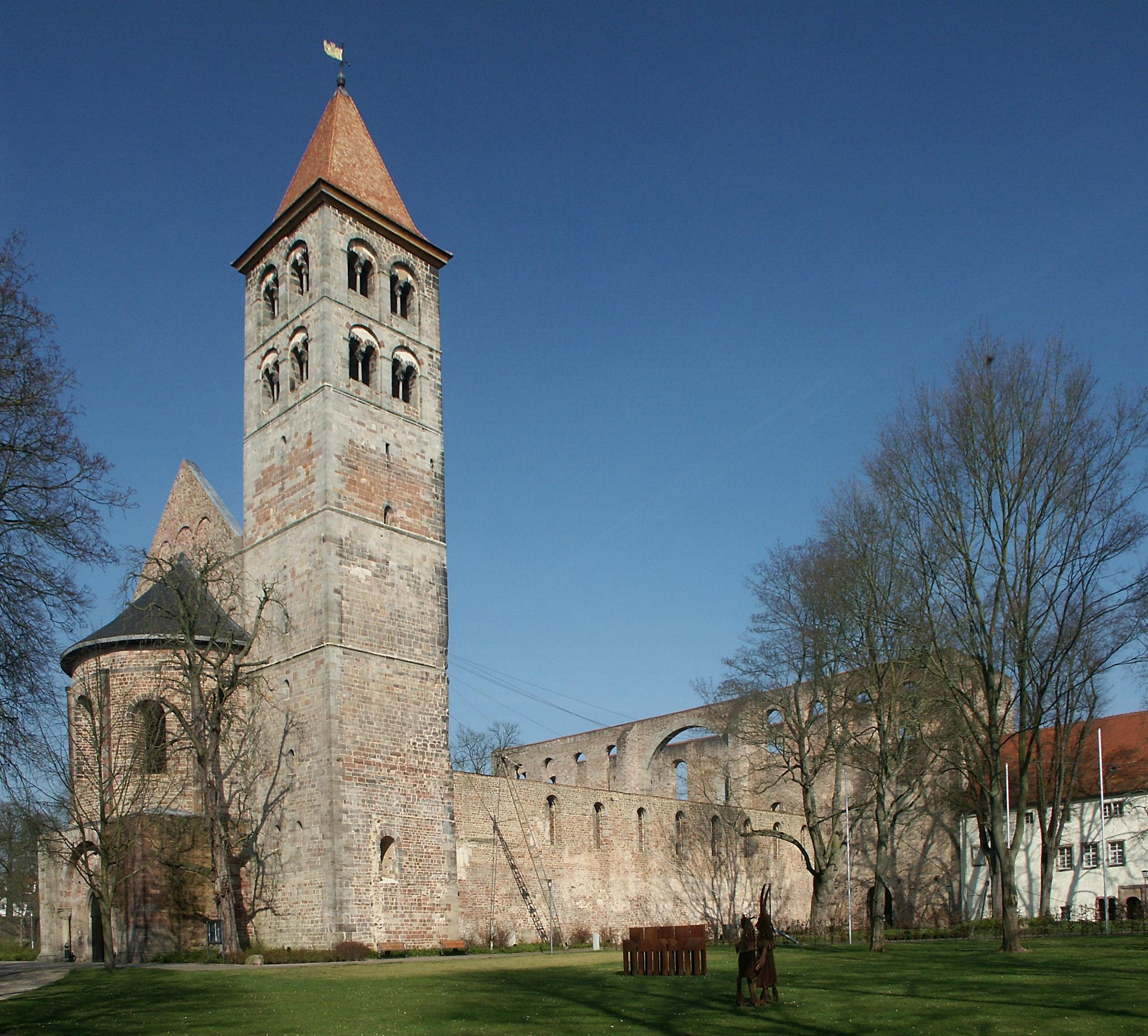
De abdij van Hersfeld (huidige Duitsland)

Het jaar 769 is het 69e jaar in de 8e eeuw volgens de christelijke jaartelling.

## Gebeurtenissen

### Europa
- Koning Karel ("de Grote") begint een veldtocht tegen het opstandige Aquitanië en rukt met een Frankisch expeditieleger op naar de hoofdstad Bordeaux. Hij vestigt een legerkamp bij Fronsac; zijn broer Karloman I weigert de campagne te ondersteunen en trekt zich terug naar Bourgondië. Karel verslaat uiteindelijk de opstandelingen bij Moncontour; hij lijft Aquitanië en Gascogne in bij het Frankische Rijk.
- Karel wordt in Neustrië door de Frankische geestelijken geëerd als krijger-staatsman en ontvangt de titel Karolus Magnus – Karel de Grote, in het Frans aangeduid als Charlemagne. Het leenstelsel wordt door hem verder uitgebreid. Karel verbreedt het principe door persoonlijke vazallen te maken van allen die een invloedrijke positie hebben: graven, hertogen, kerkelijke leiders, of militaire bevelhebbers.

### Azië
- In China worden tijdens de Tang-dynastie de eerste teksten in houtdruk gemaakt. De tekst wordt in houtsnede gegraveerd tot blokboeken – vandaar de naam "blokdruk" (waarschijnlijke datum).

## Religie
- Lullus, aartsbisschop van Mainz, sticht de Abdij van Hersfeld in Hessen (huidige Duitsland).

## Geboren
- Agobard, aartsbisschop van Lyon (overleden 840)

## Overleden
- Fulcharius, bisschop van Luik